# Sarah Dessen
Sarah Dessen (Evanston, 6 giugno 1970) è una scrittrice statunitense.

## Biografia
Nata il 6 giugno 1970 a Evanston, nell'Illinois, ha conseguito un B.A. all'Università della Carolina del Nord a Chapel Hill nel 1993.
Ha esordito nella narrativa nel 1996 con il romanzo That Summer al quale hanno fatto seguito altre 13 opere appartenenti al genere young adult e nel 2017 è stata insignita del Margaret Edwards Award alla carriera.
I romanzi That Summer e Someone Like You sono stati trasposti nel film Contratto d'amore nel 2003, mentre nel 2022 Ti giro intorno è diventato l'omonimo film per la regia di Sofia Alvarez.

## Opere

### Romanzi
- That Summer (1996)
- Someone Like You (1998)
- Last Chance (1999)
- Dreamland (2000)
- This Lullaby (2002)
- The Truth about Forever (2004)
- Just Listen (2006)
  - Ti dedico una canzone, Milano, Mondadori, 2009 traduzione di Giovanna Scocchera ed Elisabetta Spediacci ISBN 978-88-04-59209-9.
  - Ascolta il tuo cuore, Roma, Newton Compton, 2015 traduzione di Federica Romanò ISBN 978-88-541-7431-3.
- Troppo vicino per starti lontano (Lock and Key, 2008), Milano, Mondadori, 2010 traduzione di Giovanna Scocchera ed Elisabetta Spediacci ISBN 978-88-04-59852-7.
- Ti giro intorno (Along for the Ride, 2009), Milano, Mondadori, 2011 traduzione di Giovanna Scocchera ed Elisabetta Spediacci ISBN 978-88-04-60758-8.
- What Happened to Goodbye (2011)
- The Moon and More (2013)
- Per sempre noi (Saint Anything, 2015), Roma, Newton Compton, 2016 traduzione di Brunella Palattella ISBN 978-88-541-8840-2.
- Adesso e per sempre (Once and for All), Roma, Newton Compton, 2017 traduzione di Federica Romanò ISBN 978-88-227-0639-3.
- Il resto della storia (The Rest of the Story), Milano, HarperCollins, 2019 traduzione di Bérénice Capatti ISBN 978-88-6905-529-4.

## Riconoscimenti
Margaret Edwards Award
- 2017 alla carriera[6]

## Adattamenti cinematografici
- Contratto d'amore (How to Deal), regia di Clare Kilner (2003) (dai romanzi That Summer e Someone Like You)
- Ti giro intorno (Along for the Ride), regia di Sofia Alvarez (2022) (dall'omonimo romanzo)